# André Mama Fouda
Pour les articles homonymes, voir Mama et Fouda.
André Mama Fouda, né le 24 juillet 1951 à Yaoundé (Cameroun), est un ingénieur et homme politique camerounais. Il est ministre de la Santé entre 2007 et 2019.

## Biographie
Né dans le quartier d'Obobogo de Yaoundé, ses études secondaires se font au collège Francois-Xavier Vogt de cette ville. Après un baccalauréat (section scientifique) en 1971, il entre à l'École nationale supérieure polytechnique de Yaoundé (ENSP) et y obtient en 1974 un diplôme d’ingénieur en génie civil (option travaux publics et bâtiments). Il est titulaire du diplôme du Centre de perfectionnement aux affaires (1992).
Marié à Atangana Yvonne Mariette, il est père de 4 enfants et est de confession catholique.
Sa carrière commence le 1er janvier 1974, à la Société immobilière du Cameroun (SIC) au poste d’ingénieur opérationnel. Finalement dans les années 1990, il y assume la fonction de directeur général par intérim.
D'août 1991 à septembre 2007, il est directeur général de la Mission d’aménagement et d’équipement des terrains urbains et ruraux (MAETUR).

## Politique
Depuis 2007, il est ministre de la Santé publique dans le gouvernement Philémon Yang,.
En mars 2008, il devient vice-président de la section du parti au pouvoir (Rassemblement démocratique du peuple camerounais (RDPC) du Mfoundi 3).

## Controverses et critiques
Ses activités et décisions au ministère de la Santé sont critiquées.

## Distinctions
- Médaille d'or du Travail.
- 2007 : officier de l'Ordre de la Valeur[1].